# 大津愛梨
大津愛梨（おおつえり）は熊本県阿蘇郡南阿蘇村の米農家、NPO法人田舎のヒロインズ理事長。農業発展に貢献した人物を顕彰する国連食糧農業機関(FAO)の「模範農業者賞」を、日本人で2番目に受賞した。

## 経歴
ドイツ生まれ、東京都育ち。4児の母。1998年、慶應義塾大学環境情報学部卒業。卒業後は同級生である夫と結婚し、ドイツ・ミュンヘン工科大学大学院に揃って留学する。景観計画による持続可能な農村づくりを学び、農業と再生可能エネルギーへの関心を深める。修士号を取得し、帰国後に夫の故郷である熊本県南阿蘇村で2003年に就農。無農薬栽培、減農薬栽培の稲作とあか牛の繁殖農家となる。
同年、「NPO法人九州バイオマスフォーラム」を立ち上げ、草を使った発電の試行や木質バイオマスを燃料としたボイラーの普及活動を続ける。2015年、「里山エナジー株式会社」を設立して事業化した。
女性農家の全国組織である「NPO法人田舎のヒロインズ」の理事長も務め、全国の女性農業者によるネットワークづくりに携わる。
語学を得意とし、世界農業遺産(GIAHS)認定に関わる国際会議にて英語でプレゼンテーションを行い、阿蘇地域の世界農業遺産認定に貢献した。
2016年に発生した熊本地震後、農村振興に携わる複数のプロジェクトを立ち上げる。プロジェクトの一つである、子どもたちに食料と農業について体験して考える機会を与える「リトルファーマーズ養成塾」は、プロジェクトは環境省の「生物多様アクション大賞」を受賞した。阿蘇地域で地元食材の生産現場を巡る「レストランバス」のプロデュースも行った。
2017年、農業発展に貢献した人物を顕彰する国連食糧農業機関（FAO）アジア・太平洋地域事務所の「模範農業者賞」に選出。農村地域の活性化に貢献したことなどが評価された。同賞の受賞は、日本人で2人目。
若手の就農希望者などに農業生産者として働くことのメリットを伝える際は、自らの経験を踏まえて「農家のヨメは特権階級」と表現することがある。理由として、配偶者や子どもと過ごす時間が長く取れること、農村地域には豊かな自然環境が身近に存在することから、子育て世代にとって望ましい環境であることなどを挙げている。

## 受賞歴
・2008年、『日経ウーマン』「ウーマン・オブ・ザ・イヤー2008　リーダー部門」受賞
・2009年、『オーライニッポン』「ライフスタイル賞」受賞
・2017年、国連食糧農業機関（FAO）アジア・太平洋地域事務所「模範農業者賞」受賞